# Hugues de Montgommery
Hugues de Montgommery (entre 1053 et 1059 – Anglesey, 31 juillet 1098), 2e comte de Shrewsbury, fut un noble anglo et cambro-normand.

## Biographie
Il était le deuxième fils survivant de Roger de Montgommery († 1094), 1er comte de Shrewsbury, et Mabile de Bellême. 
En 1074, il est dans le Pays de Galles où il mène un raid ravageur dans le Ceredigion. En 1077, il est en Normandie où il est le seul parmi ses frères à poursuivre, en vain, les assassins de sa mère. À la rédaction du Domesday Book en 1086, il tient la lucrative seigneurie de Worfield dans le Staffordshire près des bases arrière de son père dans le Shropshire. Durant la rébellion de 1088, il est possible qu'il soit présent à Rochester avec ses frères.
À la mort de son père en 1093, à la manière typique de la première génération post-conquête, il hérite de la plupart des terres anglaises et galloises de son père, pendant que son frère aîné, Robert II de Bellême, hérite des possessions continentales. Il succède comme comte de Shrewsbury en juillet 1094.
Il passe ses quatre années comme comte à combattre dans les marches du Pays de Galles contre les Gallois. En 1094, il doit faire face à la résurgence de la rébellion des Gallois du centre de la principauté qui suit la mort de Rhys ap Tewdwr. L'année suivante, les Gallois s'empare de Montgomery et en massacrent la garnison. D'après Orderic Vital, il est impliqué dans la conspiration contre Guillaume le Roux de 1095, organisé par Robert de Montbray. Toujours d'après Vital, le roi lui pardonne contre une amende de 3 000 £.
À l'été 1098, il joint ses forces à celles d'Hugues d'Avranches, 1er comte de Chester, afin de reprendre l'île d'Anglesey, que le comte de Chester a perdue dans la révolte galloise de 1094. Alors que leurs troupes ont pris le dessus sur leurs adversaires, il est tué dans l'affrontement qui suit l'arrivée maritime inopinée du roi Magnus III de Norvège, dit Magnus Nu-Pieds, près de la fin orientale de la Menai. D'après Jean de Worcester, la flèche qui le tue est dite avoir été tirée par le roi Magnus lui-même. Selon Orderic Vital, c'est le frère du roi qui l'aurait transpercé sur la plage avec une lance. Son corps tombe dans la mer, et ses troupes ont le plus grand mal à le récupérer.
Jean de Worcester mentionne dans ses chroniques, que les deux comtes furent braves, mais particulièrement cruels, énucléant, coupant les mains ou les pieds, émasculant les ennemis qu'ils capturaient. Florence de Worcester narre les sévices infligés à un prêtre gallois, semblant voir sa mort, une semaine plus tard, comme un châtiment divin.
Hugues ne fut jamais marié, et bien qu'il soit probable qu'il ait désigné son jeune frère Arnoul de Montgommery comme héritier, c'est son frère aîné Robert de Bellême qui entra en possession de ses terres. Ce dernier paya en effet 3000 livres sterling au roi Guillaume le Roux pour devenir le 3e comte de Shrewsbury.
Hugues de Montgommery est inhumé dans l'abbaye de Shrewsbury, que son père avait fondée. D'après Vital, Hugues est le seul fils Montgommery digne d'être apprécié.

### Sources
- J. F. A. Mason, « Montgomery, Hugh de, second earl of Shrewsbury (d. 1098) », dans Oxford Dictionary of National Biography, Oxford University Press, 2004. Version de novembre 2008.
- Comtes de Shrewsbury (ou Shropshire).